# 165. vestlige længdekreds
Den 165. vestlige længdekreds (eller 165 grader vestlig længde) er en længdekreds, der ligger 165 grader vest for nulmeridianen. Den løber gennem Ishavet, Nordamerika, Stillehavet, det Sydlige Ishav og Antarktis.